# Jiří Laburda
Jiří Laburda (3. dubna 1931 Soběslav – 30. ledna 2025 Praha) byl český hudební vědec, skladatel a pedagog.

## Život
Po absolvování obchodní akademie studoval na Pedagogické fakultě Univerzity Karlovy v Praze. Hudební teorii a skladbu studoval soukromě u Karla Háby, Zdeňka Hůly a Eduarda Herzoga. Nejprve učil na pedagogických školách v Jablonci nad Nisou a v Chebu. V roce 1961 se stal odborným asistentem pro hudebně teoretické předměty na katedře hudební výchovy Pedagogické fakulty Univerzity Karlovy v Praze.
V roce 1970 obhájil disertační práci na téma Symfonie D. D. Šostakoviče a získal doktorát filozofie. Aspirantskou práci Didaktické problémy moderních učebnic harmonie nemohl z politických důvodů obhájit, ale později na ni navázal při přípravě vysokoškolské učebnice Diatonická harmonie, která byla publikována v letech 1980–1983.
Od roku 1999 vyučoval hudebně teoretické předměty na Pražské konzervatoři. Byl rovněž činný organizačně. Byl členem výboru Společnosti českých skladatelů, sdružení Přítomnost, člen Komise tvorby pro děti Svazu československých skladatelů a předsedou Sdružení pro soudobou hudbu Collegium 2001. V roce 2004 byl zvolen prezidentem Festivalu amatérských pěveckých sborů ve Svitavách.
Ve svém díle používal zpravidla tradiční vyjadřovací prostředky. Stylově navazoval na neoklasicismus. Novější skladebné techniky jako aleatoriku nebo dvanáctitónové systémy používal velmi umírněně. Jeho dílo si získalo řadu mezinárodních uznání.
Zemřel 30. ledna 2025 v Praze.

## Ocenění
- Cena Oscara Esply za Missa glagolitica pro sóla, sbor, varhany, žesťové a bicí nástroje (Alicante, 1966);
- Cena Otto Spreckelsena za kantátu Metamorphoses pro 5 sólistů, recitátora, sbor a orchestr (Hannoveru, 1968)
- Cena SACEM-UPAC za Preludium pro sólový akordeon (Paříž,1974);
- První cena a cena Premio Città di Trento za nejlepší zahraniční skladbu za cyklus smíšených sborů Zelený majerán (Trento, 1986)

## Dílo

### Jevištní díla
- Les petits riens, balet na libreto Vítězslava Nezvala (1970)
- Isoldi and Dorabella, opera buffo na libreto Antonína Kučery (1987)

### Kantáty a mše
- Missa glagolitica, pro 4 sólisty, smíšený sbor, varhany, žestě a 5 hráčů na bicí nástroje (1964)
- Svatba, kantáta na slova lidové poezie, pro tříhlasý sbor, sborová sóla a klavír (1980)
- Missa Missa pastoralis, pro soprán, bas, smíšený sbor a varhany (1990)
- Missa Sistina, pro smíšený sbor (1993)
- Missa Cum cantu populi, pro lidový zpěv, smíšený sbor, trubku, varhany a smyčce (1992, 1994)
- Missa clara, pro tříhlasý sbor, varhany a smyčce (1993, 1996)
- Miserere mei, Deus (Psalmus No. 56) pro soprán, baryton, tříhlasý sbor a varhany

### Orchestrální skladby
- Concerto per pianoforte e orchestra (1969)
- Les petits riens, suita pro orchestr (1970)
- Symfonie č. 1. (1975, 1982)
- Symfonie č. 2. pro symfonický dechový orchestr (2002).
- Symfonie č. 3. La Gioconda pro komorní orchestr (2002)
- Symfonie č. 4. Zvony domova pro recitátora, smíšený sbor, varhany a orchestr na báseň Jaroslava Fencla (2004)

### Skladby pro smyčcový orchestr
- Concerto per accordion e orchestra d’archi (1962)
- Pastorale per flauto e orchestra d’archi (1981)
- Divertimento in Re per orchestra d’archi (1983)
- Concerto doppio per violino violoncello e orchestra d’archi (1978, 1990)
- Concerto per organo e orchestra d’archi (1978, 1991)
- Haec dies, pro tříhlasý sbor, varhany, tympány a smyčce (1995, 1997)
- Concerto per fagotto e orchestra d’archi (1997)
- Concerto per tromba e orchestra d’archi (1998)
- Concerto per trombone e orchestra d’archi (1998)
- Regina mundi dignissima, pro smíšený sbor, varhany a smyčcový orchestr (1992, 2000)
- Concerto per viola e orchestra d’archi (2007)

### Klavírní skladby
- Klavírní sonáta No. 1. Hommage à Bohuslav Martinů (1978)
- Klavírní sonáta No. 3. (1988)
- Klavírní sonáta No. 7. „Z Provence“ (1997)
- Klavírní sonáta No. 8. „Ta eis heauton“ (1999)
- Klavírní sonáta No. 9. a-moll (2003)
- Klavírní sonáta No. 10. „Vsetínská“ (2005)
- Hommage à Frédéric Chopin pro klavír, 5 valčíků pro klavír (1974, 1998)
- Sonatina No. 2. A-dur pro klavír (1999)

### Varhanní skladby
- Chorál (1991)
- Varhanní sonáta No. 1. „Golgotha“ (1992)
- Varhanní sonáta No. 2. „Parabolae Sti Francisci“ (1993)
- Sedm malých preludií (1995)
- Varhanní sonáta No. 3. „Vita Sanctae Ludmillae“ (1997)
- Preludi Ambrosiani, 10 varhanních preludií (1997)
- Varhanní sonáta No. 4. „Pentecosté“ (1999)
- Preludium a fuga
- Čtyři preludia
- Varhanní preludia na české koledy

### Komorní skladby
- Partita No. 1. pro housle sólo (1976)
- Partita No. 2. pro housle sólo (1979)
- Smyčcový kvartet No. 1. (1982)
- Sonata da chiesa No. 1. pro žesťový kvintet a varhany (1989)
- Smyčcový kvartet No. 4. „O domově“ (1996)
- Septuor, pro klarinet, lesní roh, fagot, housle, violu, violoncello a kontrabas (1996)
- Kvintet pro flétnu, klarinet, housle, violoncello a klavír (1983, 1997)
- Sonata da chiesa No. 3. „Nativitas Christi“, pro trubku a varhany (1997)
- Sonata da chiesa No. 4. pro trubku, lesní roh a varhany (1999)
- Sonatina G-dur pro housle a klavír (2000).
- Trio giocoso, pro flétnu, kytaru a akordeon (2000)
- Klavírní kvintet, pro klavír, 2 housle, violu a violoncello (2001)
- Canzona pro trubku a harfu (2002).
- Scherzo brillante, pro 2 trubky a varhany (2006).
- Viole belle, kvintet pro 4 violy a klavír (2006)

### Písně
- Písně Seifertovy, 4 písně na slova Jaroslava Seiferta pro střední hlas a klavír (1957)
- Písně milému, 5 písní na slova lidové poezie pro soprán a klavír (1970)
- Dvojzpěvy na lidovou poezii, pro soprán, alt a klavír (1979)
- V Náměšti je hájek, dvě dueta na lidovou poezii, pro soprán, alt a klavír (1979)
- Pastorely, dvě dueta na lidovou poezii, pro soprán, alt a klavír (1985)
- Petrklíč, 4 písně na lidovou poezii pro soprán, flétnu a cembalo (klavír) (1988)
- Osudy žen, 2 písně na slova Viktora Dyka pro soprán a klavír (1989, 2001)
- Psalmus No. 62. „Deus meus“, pro soprán, trubku a varhany (1999)
- U brány Jeruzaléma, 6 žalmů pro střední hlas a klavír (2001)

### Sbory
Mužské
- Zamilovaný, dva mužské sbory na moravskou lidovou poezii (1978, 1998)
- Poutník, 3 mužské sbory na slova Rabíndranatha Thákura (1966, 1999)

Ženské
- Hořec, tři čtyřhlasé sbory na moravskou lidovou (1977)
- Carmina, pět čtyřhlasých sborů na latinské texty Ovidiovy, Horatiovy a Catullovy (1981)
- Lásky soužení, čtyři čtyřhlasé sbory na jihočeskou lidovou poezii (1982)
- Moravské písně, 10 moravských písní pro tříhlasý sbor a violoncello (nebo pro tříhlasý sbor a cappella) (2002)
- Štěbenec zakvíkal, 10 lidových písní pro tříhlasý sbor a klarinet (2005)

Smíšené
- Zbojnické zpěvy, 3 smíšené sbory na slova moravské lidové poezie (1971)
- 50 Českých, moravských a slovenských písní pro tříhlasý smíšený a cappella ve třech cyklech (V dobrém jsme se sešli, Já mám mou panenku v Roudnici, K Soběslavi cesta, 1972–1975)
- Dolcissima mia vita, madrigal pro smíšený sbor (1977)
- Zelený majerán, 3 smíšené sbory na slova slovenské lidové poezie (1982)
- Aven roma, 6 cikánských písní pro tříhlasý smíšený sbor a cappella (1989).
- Tu es Deus, pro smíšený sbor a varhany (1999)

Dětské
- Se zvířátky mezi řádky, 5 dětských písní s klavírem na slova Václava Fischera (1985)
- Jarní kánony, 10 kánonů na slova lidové poezie (1986)
- Ze zelinářské zahrádky, 7 dětských písní s klavírem na slova Václava Fischera (1987)
- Letní kánony, 10 kánonů na slova lidové poezie (1997)
- Podzimní kánony, 10 kánonů na slova lidové poezie (1999)

### Literární dílo
- Symfonie D. D. Šostakoviče (Disertační práce, Praha, Pedagogická fakulta Univerzity Karlovy 1959, nevydáno)
- Didaktické problémy moderních učebnic harmonie (Kandidátská disertační práce, Praha, Pedagogická fakulta Univerzity Karlovy 1973, nevydáno)
- Diatonická harmonie (I.–III., Praha,1980, 1983)